# Adams (Familie)

Wappen von John Adams

Wappen von John Quincy Adams

Die Familie Adams ist eine politisch einflussreiche Familie in der Geschichte der USA, die ihren Ursprung in Massachusetts hat. Die Adams’ gehören zu den vier Familien, die zwei US-Präsidenten mit dem gleichen Nachnamen stellten. Die anderen Familien sind die Bushs, Roosevelts und Harrisons.

## Stammliste
Henry Adams (1583–1646), emigrierte als erster der Familie 1632/33 nach Amerika
- Joseph Adams (1626–1694)
  - Joseph Adams (1654–1737)
    - John Adams (1691–1761), Farmer, Diakon und Lokalpolitiker in Quincy, Massachusetts
      - John Adams (1735–1826), Erster Vizepräsident der Vereinigten Staaten (1789–1797) und zweiter Präsident der Vereinigten Staaten (1797–1801)
        - John Quincy Adams (1767–1848), sechster US-Präsident (1825–1829), Sohn von John Adams
          - George Washington Adams (1801–1829), Mitglied im Repräsentantenhaus von Massachusetts
          - John Adams (1803–1834)
          - Charles Francis Adams, Sr. (1807–1886), Mitglied im Massachusetts General Court und im Repräsentantenhaus der Vereinigten Staaten, Vizepräsidentschaftskandidat 1848 und 1872, Botschafter in Großbritannien während des Amerikanischen Bürgerkriegs
            - Louisa Catherine Adams (1831–1870)
            - John Quincy Adams II (1833–1894), Rechtsanwalt, Mitglied im Massachusetts General Court
              - George Caspar Adams (1863–1900)
              - Charles Francis Adams III (1866–1954), Marineminister 1929–1933
                - Catherine Adams (1902–1988), Ehefrau von Henry Sturgis Morgan, dem Sohn von J. P. Morgan, Jr.
                - Charles Francis Adams IV (1910–1999), Wirtschaftsmanager, Unternehmer und Präsident des Rüstungs- und Elektronikkonzerns Raytheon

              - Frances C. Adams (1873–1876)
              - Arthur Adams (1877–1943)
              - Abigail Adams (1879–1974)

            - Charles Francis Adams, Jr. (1835–1915), Brigadegeneral im Amerikanischen Bürgerkrieg, Präsident der Union Pacific Railroad 1884–1890
              - Mary Ogden Adams („Molly“)
              - Louisa Catherine Adams
              - Elizabeth Ogden Adams („Elise“)
              - John Adams (1875–1964), Historiker
                - Thomas Boylston Adams (1910–1997)

              - Henry Adams (1875–1951)

            - Henry Adams (1838–1918), Historiker und Kulturphilosoph
            - Arthur Adams (1841–1846)
            - Mary Gardiner Adams (1845–1928)
            - Brooks Adams (1848–1927), Historiker

        - Thomas Boylston Adams (1772–1832), Jurist

      - Peter Boylston Adams, Farmer und Miliz-Offizier im Unabhängigkeitskrieg
      - Elihu Adams (1741–1776), Miliz-Offizier im Unabhängigkeitskrieg

    - Samuel Adams (1689–1748), Kaufmann, Diakon und Mitglied im Repräsentantenhaus von Massachusetts
      - Samuel Adams (1722–1803), Mitglied im Kontinentalkongress, Gouverneur von Massachusetts 1794 bis 1797

weitere Familienmitglieder:
- Samuel A. Adams (1934–1988), Historiker und CIA-Analyst
- John Donley Adams (* 1974), Rechtsanwalt und Politiker

Etliche Mitglieder der Familie haben in Harvard studiert. Eines der zwölf Häuser des Harvard College, in denen die Studienanfänger wohnen, trägt den Namen Adams House.